# Giovanni Molino
Giovanni Molino (ur. w kwietniu 1705 w Wenecji, zm. 14 marca 1773 w Brescii) – włoski duchowny katolicki, kardynał, biskup Brescii w latach 1755–1773.

## Życiorys
Święcenia kapłańskie przyjął 22 maja 1728. 17 lutego 1755 został wybrany biskupem Brescii, którym pozostał już do śmierci. 1 kwietnia 1755 przyjął sakrę z rąk kardynała Joaquína Fernando Portocarrero (współkonsekratorami byli arcybiskup Giorgio Lascaris i biskup Alessandro Fe). 11 września 1761 Klemens XIII wyniósł go do godności kardynalskiej. W 1769 wziął udział w konklawe wybierającym Klemensa XIV.